# Toowoomba
Toowoomba (biệt danh là "Thành phố Vườn) là một thành phố ở miền Nam Queensland, Australia. Nó có cự ly 127 km (79 dặm) phía tây của thủ phủ bang Queensland Brisbane. Với một dân số khu vực ước tính 128.600 người, Toowoomba là nội địa lớn thứ hai của Úc và là thành phố nội địa không phải là thủ phủ lớn nhất. Dân số vùng Toowoomba năm 2009 là 159.000 người.
Là một thành phố đại học và nhà thờ, thành phố Toowoomba tổ chức Carnival Australia Hoa, và lễ phục sinh được tổ chức hàng năm vào cuối tuần lễ Phục sinh. Có hơn 150 công viên công cộng và các khu vườn ở Toowoomba. Nó đã phát triển thành một trung tâm khu vực cho các dịch vụ kinh doanh và chính phủ.

## Địa lý

### Khí hậu
Toowoomba có khí hậu cận nhiệt đới ẩm (phân loại khí hậu Köppen Cfa) với mùa hè ấm áp và mùa đông mát mẻ. So với các khu vực khác của Queensland, Toowoomba thường xuyên có gió lớn, mưa đá, băng giá và sương mù. Mỗi năm có 107,2 ngày trời trong xanh tại thành phố.
| Dữ liệu khí hậu của Toowoomba                                  | Dữ liệu khí hậu của Toowoomba | Dữ liệu khí hậu của Toowoomba | Dữ liệu khí hậu của Toowoomba | Dữ liệu khí hậu của Toowoomba | Dữ liệu khí hậu của Toowoomba | Dữ liệu khí hậu của Toowoomba | Dữ liệu khí hậu của Toowoomba | Dữ liệu khí hậu của Toowoomba | Dữ liệu khí hậu của Toowoomba | Dữ liệu khí hậu của Toowoomba | Dữ liệu khí hậu của Toowoomba | Dữ liệu khí hậu của Toowoomba | Dữ liệu khí hậu của Toowoomba |
| Tháng                                                          | 1                             | 2                             | 3                             | 4                             | 5                             | 6                             | 7                             | 8                             | 9                             | 10                            | 11                            | 12                            | Năm                           |
| -------------------------------------------------------------- | ----------------------------- | ----------------------------- | ----------------------------- | ----------------------------- | ----------------------------- | ----------------------------- | ----------------------------- | ----------------------------- | ----------------------------- | ----------------------------- | ----------------------------- | ----------------------------- | ----------------------------- |
| Cao kỉ lục °C (°F)                                             | 39.5 (103.1)                  | 40.8 (105.4)                  | 36.1 (97.0)                   | 30.3 (86.5)                   | 29.0 (84.2)                   | 27.9 (82.2)                   | 24.5 (76.1)                   | 32.0 (89.6)                   | 34.4 (93.9)                   | 36.4 (97.5)                   | 37.5 (99.5)                   | 38.3 (100.9)                  | 40.8 (105.4)                  |
| Trung bình ngày tối đa °C (°F)                                 | 28.2 (82.8)                   | 27.5 (81.5)                   | 26.1 (79.0)                   | 23.2 (73.8)                   | 19.8 (67.6)                   | 16.9 (62.4)                   | 16.7 (62.1)                   | 18.7 (65.7)                   | 22.1 (71.8)                   | 24.6 (76.3)                   | 26.2 (79.2)                   | 27.5 (81.5)                   | 23.1 (73.6)                   |
| Tối thiểu trung bình ngày °C (°F)                              | 17.6 (63.7)                   | 17.6 (63.7)                   | 16.4 (61.5)                   | 13.4 (56.1)                   | 10.0 (50.0)                   | 7.6 (45.7)                    | 6.5 (43.7)                    | 7.5 (45.5)                    | 10.5 (50.9)                   | 12.7 (54.9)                   | 14.8 (58.6)                   | 16.5 (61.7)                   | 12.6 (54.7)                   |
| Thấp kỉ lục °C (°F)                                            | 12.6 (54.7)                   | 11.7 (53.1)                   | 10.2 (50.4)                   | 3.1 (37.6)                    | −0.8 (30.6)                   | −1.5 (29.3)                   | −1.8 (28.8)                   | −1.7 (28.9)                   | 1.9 (35.4)                    | 2.7 (36.9)                    | 6.4 (43.5)                    | 9.0 (48.2)                    | −1.8 (28.8)                   |
| Lượng Giáng thủy trung bình mm (inches)                        | 99.9 (3.93)                   | 115.9 (4.56)                  | 67.8 (2.67)                   | 70.1 (2.76)                   | 76.3 (3.00)                   | 41.8 (1.65)                   | 45.4 (1.79)                   | 30.8 (1.21)                   | 37.7 (1.48)                   | 66.4 (2.61)                   | 96.4 (3.80)                   | 121.3 (4.78)                  | 866.8 (34.13)                 |
| Số ngày giáng thủy trung bình                                  | 10.1                          | 10.6                          | 9.4                           | 8.2                           | 9.3                           | 6.7                           | 6.9                           | 6.0                           | 5.7                           | 8.0                           | 9.8                           | 10.3                          | 101.0                         |
| Độ ẩm tương đối trung bình buổi chiều (%)                      | 51                            | 56                            | 52                            | 50                            | 51                            | 54                            | 50                            | 42                            | 40                            | 40                            | 48                            | 49                            | 49                            |
| Nguồn 1: Cục Khí tượng Úc                                      |                               |                               |                               |                               |                               |                               |                               |                               |                               |                               |                               |                               |                               |
| Nguồn 2: Cục Khí tượng Úc, Toowoomba (đo lượng mưa, 1981-2010) |                               |                               |                               |                               |                               |                               |                               |                               |                               |                               |                               |                               |                               |

## Thành phố kết nghĩa
Toowoomba kết nghĩa với:
- Whanganui, New Zealand
- Takatsuki, Nhật Bản
- Paju, Hàn Quốc